# Cygames
Cygames, Inc. (株式会社Cygames, Kabushiki gaisha Saigēmuzu) est un studio de développement de jeux vidéo japonais créé en 2011 par CyberAgent. La société de téléphonie mobile et de commerce électronique DeNA a acquis une participation de 24 % dans le studio en 2012. Depuis sa création, la société a produit des jeux mobiles, initialement sur la plateforme Mobage, et à partir de 2013 sur Android et iOS. Le siège social de la société est situé à Tokyo, tandis que d'autres divisions sont situées à Osaka et Saga au Japon et à Séoul, en Corée du Sud.
Les principales propriétés intellectuelles incluent Rage of Bahamut (ja) (2011), The Idolmaster Cinderella Girls (en) (2011, avec Bandai Namco Entertainment), Granblue Fantasy (2014) et Shadowverse (2016). La société a commencé le développement de jeux sur console en 2015. En 2016, Cygames a annoncé la création d'un studio d'animation CygamesPictures. La société a également commencé à financer la production d'anime pour ses jeux mobiles et pour de nouveaux projets et adaptations pour les anime. La société est également entrée sur le marché des mangas, de la musique et du design au cours de cette période.

## Histoire
Cygames, Inc. a été créé en 2011 par CyberAgent, une société japonaise de services en ligne. En 2012, DeNA a acheté une participation de 24 % dans Cygames,. Peu de temps après, le studio a été choisi par Gamasutra comme l'un des 10 meilleurs développeurs de jeux de l'année.
En juin 2012, Cygames a fondé CyDesignation, une entreprise spécialisée dans la conception, l'illustration, la planification de jeux et le développement de jeux.
En mars 2016, Cygames a annoncé la création de sa propre division de production d'anime et d'un studio d'anime en tant que filiale connue sous le nom de CygamesPictures pour la planification, la production et l'animation à la fois pour les propriétés intellectuelles propres à Cygames et pour les projets d'anime originaux. Celui-ci est créé le 5 avril 2016.
En juin 2016, Cygames a annoncé l'acquisition du studio d'arrière-plan de jeux et d'anime Kusanagi (ja),.
En 2016, Cygames a annoncé le développement de Project Awakening, son premier titre grand format pour consoles avec la création de leur studio d'Osaka axé sur les jeux sur console l'année précédente.
En mai 2017, Cygames et Kōdansha ont annoncé qu'ils avaient formé un partenariat pour lancer un nouveau label appelé Cycomi (サイコミ, Saikomi). Le nouveau label est créé pour une publication imprimée en volumes distribués par Kōdansha pour les mangas déjà publiés en ligne par Cygames sur son propre site et application appelé Cycomics comme ceux basés sur ses propriétés mais aussi complètement nouveaux,.
Le 8 juin 2017, Cygames et sa société mère CyberAgent ont annoncé la création conjointe de CA-Cygames Anime Fund (CA-Cygamesアニメファンド), un fonds d'investissement dans les propriétés intellectuelles d'anime qui injectera des fonds au comité de production des anime pour obtenir les droits de les diffuser sur Internet et produire des jeux avec un montant total de 3 milliards de yens,.
En 2017, Cygames a fondé son équipe d'esport, Cygames Beast, avec les joueurs de Street Fighter Daigo Umehara, Snake Eyez et PR Balrog,. Depuis juillet 2017, Cygames est un sponsor officiel de la ,. En avril 2018, un partenariat avec Nintendo a été annoncé pour développer le jeu Dragalia Lost (en), et dans le but de faciliter le partenariat, Nintendo a obtenu environ 5 % des actions émises par Cygames,.
En mai 2018, Cygames a annoncé la création d'une filiale de production musicale et de gestion d'artistes appelée Cymusic. En septembre 2019, Tencent Games a acquis les propriétés de Cygames pour les publier en Chine.

## Jeux vidéo développés

### Jeux mobiles et pour navigateurs web
| Titre | Date de sortie initiale                                                                           | Éditeur(s)                                 | Platformes                                                  | Serveurs | Serveurs           | Notes |
| Titre | Date de sortie initiale                                                                           | Éditeur(s)                                 | Platformes                                                  | JP       | INT                | Notes |
| --- | ------------------------------------------------------------------------------------------------- | ------------------------------------------ | ----------------------------------------------------------- | -------- | ------------------ | --- |
| Rage of Bahamut (ja) (神撃のバハムート)                                                                          | JAP : 1er septembre 2011                                                                          | Cygames, DeNA                              | mobage, AndApp, Android                                     | Actif    | Fermé              | Une version anglaise est lancée à l'international en février 2012 jusqu'à la fin de son service en février 2016 ; la version iOS japonaise est fermée le 26 janvier 2017.                     |
| The Idolmaster Cinderella Girls (en) (アイドルマスター シンデレラガールズ)                                       | JAP : 28 novembre 2011                                                                            | Cygames, Bandai Namco Entertainment        | mobage, Android, iOS, AndApp                                | Fermé    | Non                | Fin de service le 30 mars 2023 |
| Battle Spirits: Hasha no hōkō (バトルスピリッツ 覇者の咆哮)                                                      | JAP : 2 avril 2012                                                                                | Cygames, Bandai Namco Entertainment        | mobage                                                      | Fermé    | Non                | Fin de service en janvier 2013. |
| Disney Fantasy Quest (ディズニーファンタジークエスト)                                                            | JAP : 3 avril 2012                                                                                | Cygames, DeNA                              | mobage                                                      | Fermé    | Non                | Co-développé avec DeNA ; fin de service en octobre 2012. |
| Saint Seiya Galaxy Card Battle (聖闘士星矢 ギャラクシーカードバトル)                                             | JAP : 12 avril 2012                                                                               | Cygames, DeNA                              | mobage                                                      | Fermé    | Non                | Co-développé avec DeNA ; fin de service le 30 octobre 2015. |
| Super Sentai Heroes (スーパー戦隊ヒーローズ)                                                                     | JAP : 26 avril 2012                                                                               | Cygames, Bandai Namco Entertainment        | mobage                                                      | Fermé    | Non                | Fin de service le 30 avril 2013. |
| Sakatsuku S World Stars (サカつく S ワールドスターズ)                                                            | JAP : 25 juin 2012                                                                                | Cygames, SEGA                              | mobage                                                      | Fermé    | Non                | Fin de service en juillet 2013. |
| Rekka no hoō BURNING EVOLUTION (烈火の炎 BURNING EVOLUTION)                                                      | JAP : 19 juillet 2012                                                                             | Cygames                                    | mobage                                                      | Fermé    | Non                | Co-développé avec Shōgakukan ; fin de service le 30 avril 2013. |
| TIGER & BUNNY Lord of Hero (TIGER&BUNNY ロードオブヒーロー)                                                      | JAP : 27 juillet 2012                                                                             | Cygames, Bandai Namco Entertainment        | mobage                                                      | Fermé    | Non                | Fin de service le 10 juin 2013. |
| Sangokushi Puzzle Taisen (三国志パズル大戦)                                                                      | JAP : 23 août 2013                                                                                | Cygames                                    | Android, iOS                                                | Fermé    | Non                | La première application éditée par l'entreprise ; fin de service le 20 septembre 2016. |
| Knights of Glory (ナイツオブグローリー)                                                                          | JAP : 20 novembre 2013                                                                            | Cygames                                    | mobage                                                      | Fermé    | Non                | Fin de service le 25 janvier 2017. |
| Raldessia Chronicle (ラルディシアクロニクル)                                                                     | JAP : 21 novembre 2013                                                                            | Cygames                                    | mobage                                                      | Fermé    | Non                | Co-développé avec DeNA ; fin de service en mars 2016. |
| Dragon Quest Monsters: Super Light (ドラゴンクエストモンスターズ スーパーライト)                                 | JAP : 23 janvier 2014                                                                             | Cygames, Square Enix                       | Android, iOS                                                | Fermé    | Non                | Fin de service le 31 janvier 2024 |
| Granblue Fantasy (グランブルーファンタジー)                                                                      | JAP : 10 mars 2014                                                                                | Cygames                                    | mobage, AndApp, GREE, DMM Games, Yahoo! Games, Android, iOS | Actif    | Non officiellement | [ a ] |
| Little Noah (ja) (リトル ノア)                                                                                   | INT : 12 février 2015                                                                             | Cygames                                    | Android, iOS                                                | Fermé    | Fermé              | Développé par Blaze Games puis transféré à Cygames le 30 septembre 2016. Une version internationale sous le nom de Battle Champs est sortie en mars 2016 ; fin de service le 17 janvier 2019. |
| Princess Connect! (ja) (プリンセスコネクト!)                                                                     | JAP : 18 février 2015                                                                             | Cygames                                    | Ameba                                                       | Fermé    | Non                | Développé et édité conjointement avec la société mère CyberAgent ; fin de service le 29 juillet 2016.                                                                                         |
| LINE Paper Dash World (LINE ペーパーダッシュワールド)                                                            | JAP : 2 mars 2015                                                                                 | Cygames, Line Corporation                  | LINE GAME                                                   | Fermé    | Non                | Fin de service le 30 novembre 2015. |
| The Idolmaster Cinderella Girls: Starlight Stage (en) (アイドルマスター シンデレラガールズ スターライトステージ) | JAP : 3 septembre 2015                                                                            | Cygames, Bandai Namco Entertainment        | Android, iOS                                                | Actif    | Non                | Premier jeu de rythme. |
| Rabitobi (ラビとび)                                                                                              | JAP : 4 septembre 2015                                                                            | Cygames                                    | Android, iOS                                                | Fermé    | Non                | Développé par la filiale Citail ; fin de service le 29 septembre 2016. |
| Kindai Mahjong All Stars Tōhaiden (近代麻雀オールスターズ 闘牌伝)                                                | JAP : 16 septembre 2015                                                                           | Cygames                                    | Android, iOS                                                | Fermé    | Non                | Co-développé avec Takeshobo ; fin de service le 9 février 2017. |
| Shadowverse | INT : 17 juin 2016                                                                                | Cygames                                    | Android, iOS, DMM Games, Steam                              | Actif    | Actif              | |
| Sevens Story (ja) (セブンズストーリー)                                                                           | JAP : 18 août 2017                                                                                | Cygames                                    | Android, iOS                                                | Fermé    | Non                | Fin de service le 27 décembre 2022. Co-développé avec la filiale WithEntertainment. |
| Odin Crown (オーディンクラウン)                                                                                  | JAP : 8 février 2018                                                                              | Cygames                                    | Android, iOS                                                | Fermé    | Non                | Co-développé avec GameJeans et CyDesignation ; fin de service le 31 juillet 2018. |
| Princess Connect! Re:Dive (ja) (プリンセスコネクト！Re:Dive)                                                     | JAP : 15 février 2018 INT : 19 janvier 2021                                                       | Cygames                                    | Android, iOS                                                | Actif    | Fermé              | Serveurs INT fermés le 30 avril 2023. Suite de Princess Connect! ; animation produite par Wit Studio.                                                                                         |
| Dragalia Lost (en) (ドラガリアロスト)                                                                            | INT : 27 septembre 2018                                                                           | Cygames, Nintendo                          | Android, iOS                                                | Fermé    | Fermé              | Fin de service le 30 novembre 2022 |
| World Flipper (ワールドフリッパー)                                                                               | JAP : 27 novembre 2019 INT : 2021                                                                 | Cygames                                    | Android, iOS                                                | Fermé    | Fermé              | Co-développé avec la filiale Citail. Version chinoise encore active. |
| Lost Order (ja) (ロストオーダー)                                                                                 | Abandonné                                                                                         | Cygames                                    | Android, iOS                                                | Non      | Non                | Co-développé avec CyDesignation, PlatinumGames et Noisycroak ; une bêta test fermée s'est déroulée entre le 9 et le 16 août 2017.                                                             |
| Uma Musume Pretty Derby (ウマ娘 プリティーダービー)                                                              | JAP : 24 février 2021 KOR : 20 juin 2022 TWN : 27 juin 2022 CHN : 30 août 2023 INT : 26 juin 2025 | Cygames, Kakao Games, Komoe Game, bilibili | Android, iOS, Microsoft Windows (DMM Games, Steam)          | Actif    | Actif              | Serveurs actifs dans plusieurs régions (Japon, Corée, Taïwan, Chine, Global). Animation produite par P.A.Works et production musicale de Lantis (Bandai Namco Arts).                          |
| Shadowverse Worlds Beyond                                                                                        | JAP/INT : 17 juin 2025                                                                            | Cygames                                    | Android, iOS, Microsoft Windows (Steam, Epic)               | Actif    | Actif              | Serveurs lancés le 17 juin 2025 |

### Jeux vidéo pour consoles
| Titre | Date de sortie initiale                                                 | Éditeur(s)                       | Platformes              | Sortie | Sortie | Notes                                                                             |
| Titre | Date de sortie initiale                                                 | Éditeur(s)                       | Platformes              | JP     | INT    | Notes                                                                             |
| --- | ----------------------------------------------------------------------- | -------------------------------- | ----------------------- | ------ | ------ | --------------------------------------------------------------------------------- |
| Wondership Q (ja) (エアシップQ)                                                                                             | JAP : 19 novembre 2015 (PlayStation Vita) INT : 18 juillet 2016 (Steam) | INT : Cygames                    | PlayStation Vita, Steam | Oui    | Oui    | Co-développé avec Miracle Positive ; connu à l'étranger sous le nom Wondership Q. |
| The Idolmaster Cinderella Girls: Viewing Revolution (ja) (アイドルマスター シンデレラガールズ ビューイングレボリューション) | JAP : 13 mars 2016 INT : 18 juillet 2017                                | INT : Bandai Namco Entertainment | PlayStation 4 (PSVR)    | Oui    | Oui    |                                                                                   |
| Anubis: Zone of the Enders -- M∀RS                                                                                          | INT : 4 septembre 2018                                                  | INT : Konami                     | PlayStation 4, Steam    | Oui    | Oui    |                                                                                   |
| Granblue Fantasy Versus (ja) (グランブルーファンタジー ヴァーサス)                                                          | JAP : 10 février 2020 INT : 6 mars 2020                                 | JAP : Cygames AN : Xseed Games   | PlayStation 4, Steam    | Oui    | Oui    | Développé par Arc System Works.                                                   |
| Shadowverse: Champions Battle                                                                                               | JAP : 2020                                                              | JAP : Cygames                    | Nintendo Switch         | Oui    | Non    |                                                                                   |
| Granblue Fantasy: Relink (en)                                                                                               | À venir                                                                 | JAP : Cygames                    | PlayStation 4           | Oui    | Oui    | Développé par Cygames Osaka.                                                      |
| Project Awakening | À venir                                                                 | JAP : Cygames                    | PlayStation 4           | Oui    | Oui    | Développé par Cygames Osaka.                                                      |